# Hell Awaits
Hell Awaits är den amerikanska thrash metalgruppen Slayers andra studioalbum, utgivet år 1985. Den har ett mycket mörkare tema än föregångaren Show No Mercy, då texterna handlar om helvetet och djävulen. 

## Inspelning
Slayers förra album Show No Mercy blev Metal Blades bästsäljande album vid lanseringen (cirka 40 000 sålda album världen över). Show No Mercys succé inspirerade producenten Brian Slagel att fortsätta att arbeta med Slayer. Slagel finansierade albumet, till skillnad från Show No Mercy som bekostades av Tom Araya och lån från Kerry Kings far.
Med hjälp av Slagels finansiering kunde man anlita professionell personal. Bernie Grundman arbetade med mastringen av albumet, Eddy Schreyer remastrade albumet och Bill Metoyer, som tidigare arbetat med Slayers Haunting the Chapel, var ljudtekniker.

## Låtförteckning
| Nr | Titel                     | Text                      | Musik               | Längd |
| -- | ------------------------- | ------------------------- | ------------------- | ----- |
| 1. | Hell Awaits               | Kerry King                | Jeff Hanneman, King | 6:16  |
| 2. | Kill Again                | King                      | Hanneman, King      | 4:56  |
| 3. | At Dawn They Sleep        | Tom Araya, Hanneman, King | Hanneman            | 6:17  |
| 4. | Praise of Death           | Hanneman                  | King                | 5:21  |
| 5. | Necrophiliac              | Hanneman, King            | Hanneman            | 3:46  |
| 6. | Crypts of Eternity        | Araya, Hanneman, King     | Hanneman, King      | 6:40  |
| 7. | Hardening of the Arteries | Hanneman                  | Hanneman            | 3:55  |

## Medverkande
- Tom Araya – basgitarr, sång
- Kerry King – gitarr
- Jeff Hanneman – gitarr
- Dave Lombardo – trummor